# 波勒
波勒（法語：Paule，發音：[pol]）是法国阿摩尔滨海省甘冈区的市镇，位于该省西南部，面积37.56平方千米，2022年1月1日人口为674人。

## 地理
波勒（48°14'10"N, 3°26'43"W）面积37.56 平方千米，位于法国布列塔尼大區阿摩尔滨海省，该省份为法国西北部沿海省份，位于布列塔尼半岛北部，北濒大西洋英吉利海峡，西接菲尼斯泰尔省，南至莫尔比昂省，东临伊勒-维莱讷省。
与波勒接壤的市镇（或旧市镇、城区）包括：朗戈内、格洛梅勒、梅勒卡赖、勒穆斯图瓦尔、普莱万。
波勒的时区为UTC+01:00、UTC+02:00（夏令时）。

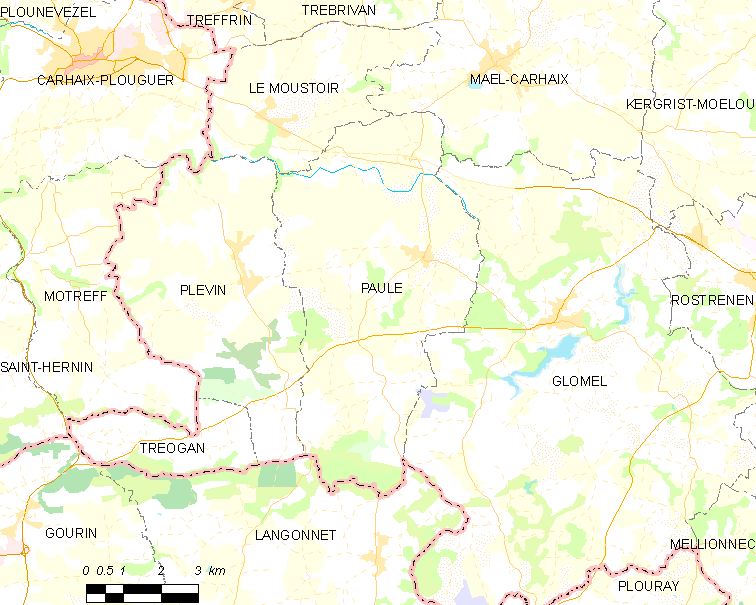
波勒的OSM定位图

## 行政
波勒的邮政编码为22340，INSEE市镇编码为22163。

## 政治
波勒所属的省级选区为罗斯特勒南县。

## 人口

1962-2008年间波勒人口变化图示

波勒于2022年1月1日时的人口数量为674人。

## 地理
波勒（48°14'10"N, 3°26'43"W）面积37.56平方千米，位于法国布列塔尼大區阿摩尔滨海省，该省份为法国西北部沿海省份，位于布列塔尼半岛北部，北濒大西洋英吉利海峡，西接菲尼斯泰尔省，南至莫尔比昂省，东临伊勒-维莱讷省。
与波勒接壤的市镇（或旧市镇、城区）包括：朗戈内、格洛梅勒、梅勒卡赖、勒穆斯图瓦尔、普莱万。
波勒的时区为UTC+01:00、UTC+02:00（夏令时）。

## 行政
波勒的邮政编码为22340，INSEE市镇编码为22163。

## 政治
波勒所属的省级选区为罗斯特勒南县。

## 人口
波勒于2022年1月1日时的人口数量为674人。